# Roatán-Aguti
Das Roatán-Aguti (Dasyprocta ruatanica) ist eine Art der Agutis. Es kommt endemisch auf der vor Honduras liegenden Insel Roatán vor.

## Merkmale
Das Roatán-Aguti erreicht eine Kopf-Rumpf-Länge von etwa 43,5 Zentimetern bei einem Gewicht von bis zu vier Kilogramm. Die Hinterfußlänge beträgt etwa 10 Zentimeter, konkrete weitere Angaben fehlen. Es ist einfarbig gelb-braun mit schwarzer Sprenkelung auf dem Rücken, die Bauchseite ist mehr olivfarben. Am Kinn befindet sich ein weißer Fleck und im vorderen Bereich des Bauchs befindet sich ein gelber Fleck. Die Beine entsprechen in ihrer Färbung dem Rücken, werden jedoch vom Körper weg dunkler. Im Aussehen entspricht das Roatán-Aguti weitgehend dem Mittelamerikanischen Aguti (D. punctata), ist allerdings kleiner als dieses.

## Verbreitung

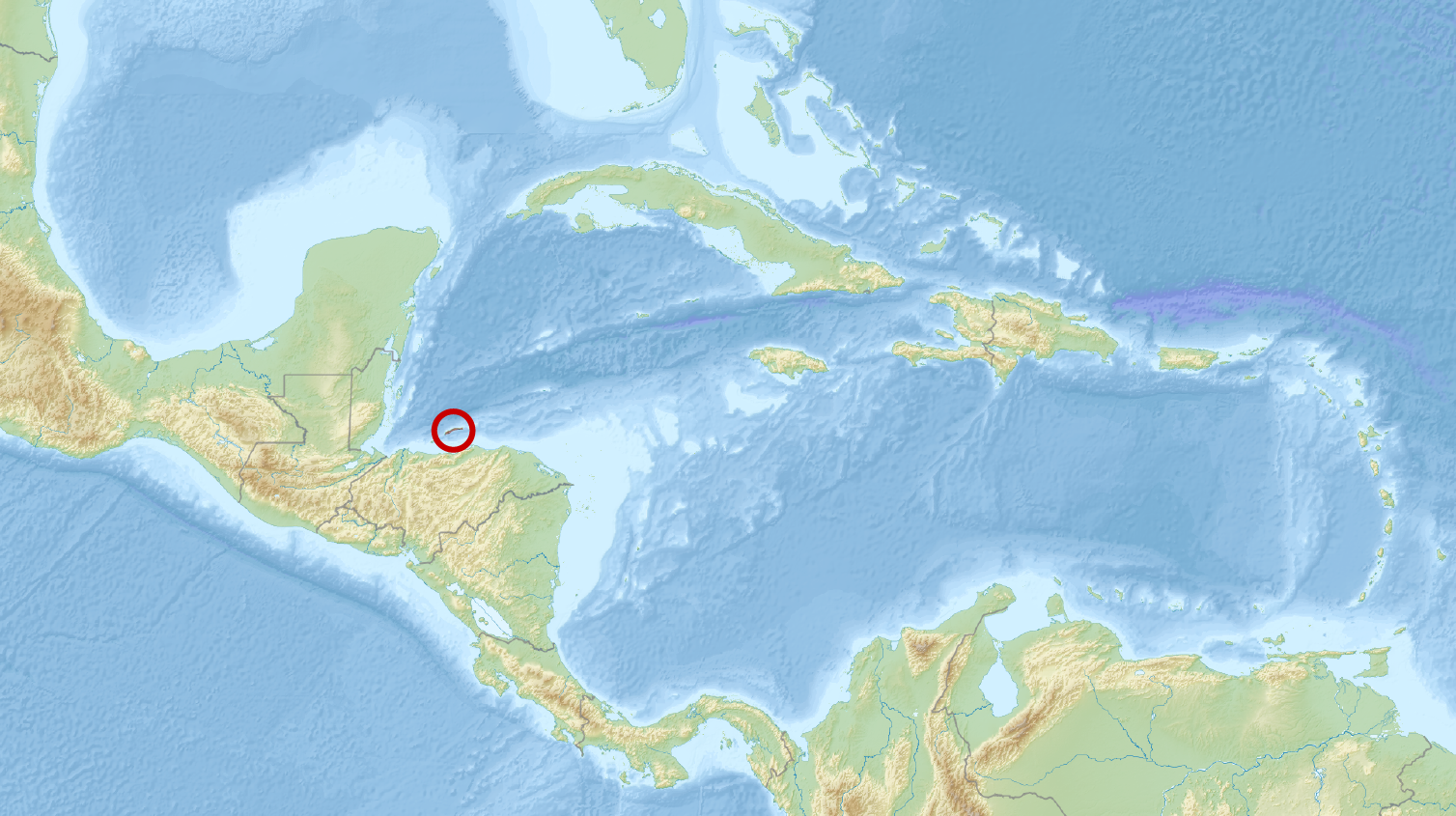
Verbreitungsgebiet des Roatán-Agutis

Das Verbreitungsgebiet des Roatán-Agutis ist auf die vor Honduras liegende Insel Roatán beschränkt.

## Lebensweise
Das Roatán-Aguti kommt in bewaldeten Habitaten auf der Insel vor, vor allem in Sekundärwäldern und tropischen Gebüschwäldern. Die Lebensweise der Tiere entspricht im Wesentlichen der des Mittelamerikanischen Agutis, sie sind jedoch stark an die Präsenz von Menschen gewöhnt. Die Tiere sind wie andere Arten der Gattung herbivor und ernähren sich von verfügbaren Pflanzenteilen wie Früchten, Samen und Blättern. Zu ihrem Nahrungsspektrum gehören tropische Nüsse von Terminalia, Kokosnüsse und Hibiskus-Blüten. In durch Menschen besiedelten Gebieten fressen sie zudem Reis, Orangen und Maisspindeln, die an Haustiere verfüttert werden.

## Systematik

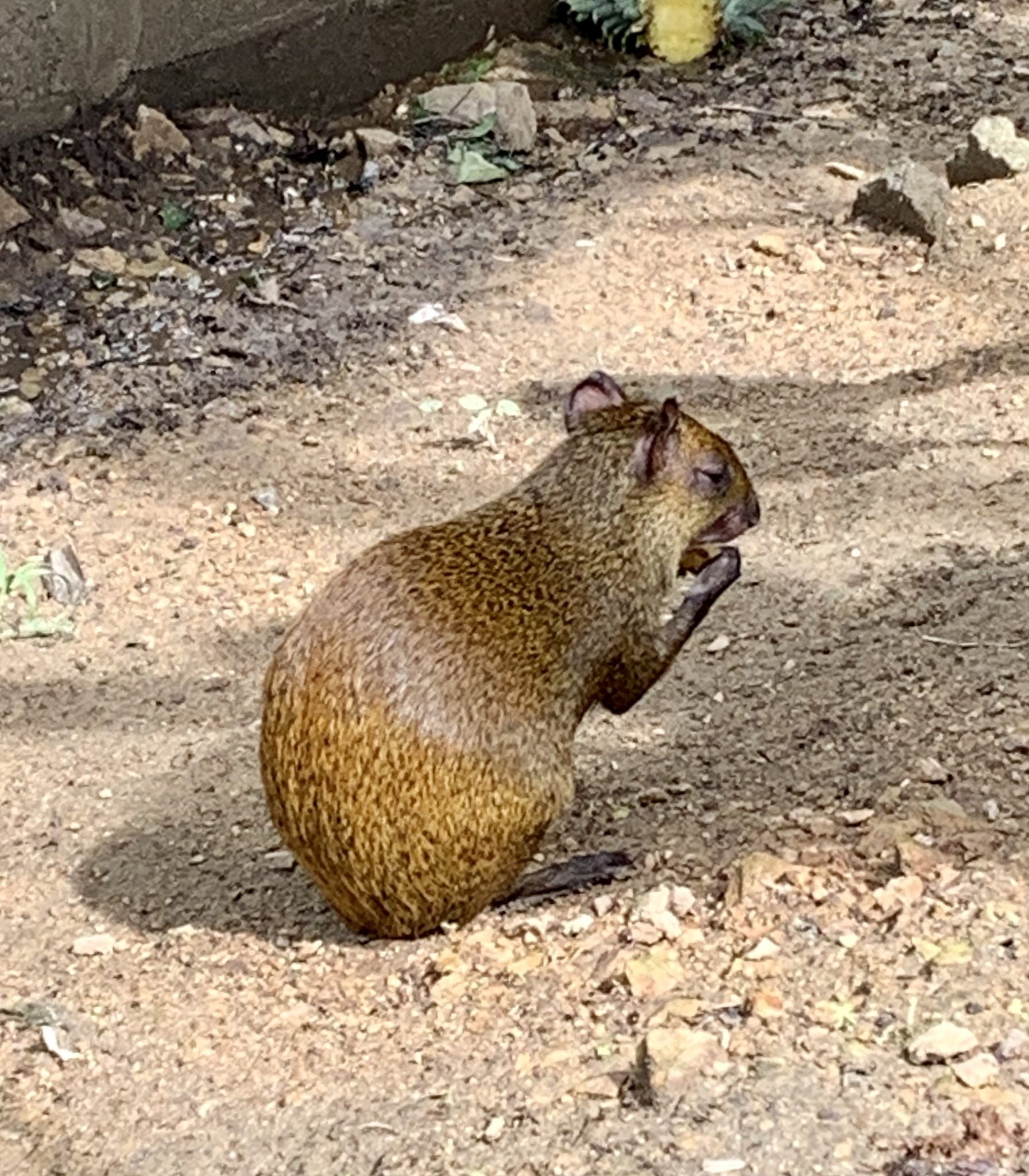
Roatán-Aguti

Das Roatán-Aguti wird als eigenständige Art innerhalb der Gattung der Agutis (Dasyprocta) eingeordnet, die aus mehr als zehn anerkannten Arten besteht. Die wissenschaftliche Erstbeschreibung der Art stammt von dem britischen Zoologen Oldfield Thomas aus dem Jahr 1901, der sie anhand von Individuen von der Insel Roatán beschrieb.
Innerhalb der Art werden keine Unterarten unterschieden.

## Status, Bedrohung und Schutz
Das Roatán-Aguti wird von der International Union for Conservation of Nature and Natural Resources (IUCN) als bedroht („endangered“) eingeordnet. Begründet wird dies damit, dass sein Vorkommen auf weniger als 5.000 km2 begrenzt ist, seine Verbreitung stark fragmentiert ist und das Verbreitungsgebiet, der Umfang und die Qualität seines Lebensraums sowie vermutlich die Zahl der geschlechtsreifen Individuen kontinuierlich abnehmen.

## Belege
1. 1 2 3 4 5 6 7  Roatan Agouti. In: J. A. Gilbert, T.E. Lacher jr: Family Dasyproctidae (Agoutis and Acouchys) In: Don E. Wilson, T.E. Lacher, Jr., Russell A. Mittermeier (Hrsg.): Handbook of the Mammals of the World: Lagomorphs and Rodents 1. (HMW, Band 6) Lynx Edicions, Barcelona 2016, S. 458, ISBN 978-84-941892-3-4.
2. 1 2 3  Dasyprocta ruatanica in der Roten Liste gefährdeter Arten der IUCN 2019. Eingestellt von: J. Schipper, L. Emmons, T. McCarthy, 2016. Abgerufen am 21. Dezember 2022.
3. 1 2 3  Dasyprocta ruatanica. In: Don E. Wilson, DeeAnn M. Reeder (Hrsg.): Mammal Species of the World. A taxonomic and geographic Reference. 2 Bände. 3. Auflage. Johns Hopkins University Press, Baltimore MD 2005, ISBN 0-8018-8221-4.